# Riesbürg
Riesbürg ist eine Gemeinde im Ostalbkreis in Baden-Württemberg.

## Geographie

### Geographische Lage
Die Gemeinde Riesbürg liegt im Nördlinger Ries etwa fünf Kilometer westlich von Nördlingen.

### Gemeindegliederung
Das Gemeindegebiet besteht aus zwei durch Bopfinger und Nördlinger Gebiet räumlich getrennten Teilen, einem nördlichen mit den Ortsteilen Pflaumloch und Goldburghausen sowie dem südlichen Teil mit Utzmemmingen.
Zur Gemeinde Riesbürg mit den ehemals selbstständigen Gemeinden Goldburghausen, Pflaumloch und Utzmemmingen gehören fünf Dörfer, Höfe und Häuser. Zur ehemaligen Gemeinde Goldburghausen gehört das Dorf Goldburghausen. Zur ehemaligen Gemeinde Pflaumloch gehört das Dorf Pflaumloch. Zur ehemaligen Gemeinde Utzmemmingen gehören das Dorf Utzmemmingen, das Gehöft Alte Bürg und das Haus Ringlesmühle sowie die abgegangene Ortschaft Rysmühle.

### Nachbargemeinden
Die Gemeinde grenzt im Norden an Kirchheim am Ries, im Osten an die bayerische Stadt Nördlingen, im Süden an die Stadt Neresheim und im Westen an die Stadt Bopfingen.

### Flächenaufteilung
Nach Daten des Statistischen Landesamtes, Stand 2014.

## Geschichte

### Gebietsreform
Im Zuge der Gemeindegebietsreform in Baden-Württemberg wurden am 1. April 1972 die Gemeinde Goldburghausen und am 1. Januar 1973 die Gemeinde Utzmemmingen nach Pflaumloch eingemeindet. Die Gemeinde Pflaumloch wurde am 25. Juli 1973 in Riesbürg umbenannt. Riesbürg ist ein Kunstname, der sich auf das nahegelegene Nördlinger Ries bezieht. Die Silbe Bürg knüpft den Bezug zu ehemaligen Burgen und Festungen im Ortsteil Utzmemmingen. Noch heute gibt es dort die Alte Bürg.

### Verwaltungszugehörigkeit
Die Ortsteile der heutigen Gemeinde gehören alle seit Beginn des 19. Jahrhunderts zu Württemberg, wo sie dem Oberamt Neresheim zugeordnet waren. Bei der Kreisreform während der NS-Zeit in Württemberg kamen sie 1938 zum Landkreis Aalen. 1945 bis 1952 gehörten die Gemeinden zum Nachkriegsland Württemberg-Baden, das 1945 in der Amerikanischen Besatzungszone gegründet worden war, ab 1952 zum heutigen Bundesland Baden-Württemberg. Seit der Kreisreform von 1973 ist die neu formierte Gemeinde Teil des Ostalbkreises.

### Pflaumloch
Direkt an der B 29 zwischen Aalen und Nördlingen liegt der Verwaltungssitz der Gemeinde mit ca. 1000 Einwohnern und rund 350 Industriearbeitsplätzen.
Der Ort Pflunloch wurde 1246 erstmals urkundlich erwähnt, jedoch wurde zumindest 1503 der Ort selber Pflaulach genannt. Durch den Reichsdeputationshauptschluß 1803 erhielt Oettingen-Wallerstein u. a. das Kloster Kirchheim am Ries zugesprochen, darunter auch viele Anwesen in Pflaumloch. Im Rahmen der Mediatisierung fiel das Oettingensche Gebiet 1806 zunächst an das Königreich Bayern und dann 1810 durch Gebietsaustausch an das Königreich Württemberg. Im Jahr 1872 lebten laut Beschreibung des Oberamts Neresheim in Pflaumloch 481 Einwohner, davon 171 evangelische und 125 jüdische.
Siehe auch: Synagoge (Pflaumloch)

### Utzmemmingen
Utzmemmingen befindet sich umgeben von bayerischen Orten am Fuße der Schwäbischen Alb. Der Ort ist mit rund 1100 Einwohnern der größte der Gemeinde Riesbürg. Seit 1972 darf der Ort auch als staatlich anerkannter Erholungsort werben. Utzmemmingen wurde zum ersten Mal im Jahr 852 urkundlich erwähnt. Wie Pflaumloch kam der Ort aufgrund des Reichsdeputationshauptschlusses 1806 zunächst an das Königreich Bayern, ging dann aber schon vier Jahre später durch Gebietsaustausch an das Königreich Württemberg.

### Goldburghausen
Goldburghausen ist mit rund 300 Einwohnern der kleinste Ort der Gemeinde. Er wurde 1276 erstmals urkundlich erwähnt. Der Ort gehörte lange zur Reichsstadt Nördlingen und kam Anfang des 19. Jahrhunderts an das Königreich Württemberg.

## Religionen

### Christentum
Der Ortsteil Utzmemmingen ist überwiegend katholisch geprägt, da die Zugehörigkeit zur Deutschordenskommende Kapfenburg die Einführung der Reformation verhinderte. Mittelpunkt der Kirchengemeinde ist die St.-Martins-Kirche. Die Kirche wurde im Jahre 1742 anstelle einer Vorgängerkirche erbaut, die wegen Baufälligkeit abgerissen werden musste. In Pflaumloch gibt es sowohl eine evangelische (Kirchengemeinde am Ries) als auch eine römisch-katholische Gemeinde. In Goldburghausen setzte sich dagegen schon 1543 die Reformation durch. Die heute evangelische St.-Michaels-Kirche der Kirchengemeinde Goldburghausen ist aber schon aus vorreformatorischer Zeit nachweisbar.

### Judentum
In Pflaumloch waren seit 1487 Juden ansässig. Die Synagoge wurde 1703 eingerichtet. Sie brannte 1802 ab, der Wiederaufbau wurde 1846 eingeweiht. Der Besitzer schenkte das Haus 1907 der Gemeinde, die es seit 1963 als Rathaus verwendet. Der 1840 eingerichtete jüdische Friedhof besteht bis heute.

## Politik

### Verwaltungsgemeinschaft
Die Gemeinde ist Mitglied der Vereinbarten Verwaltungsgemeinschaft der Stadt Bopfingen.

### Bürgermeister
Willibald Freihart wurde im Sommer 2011 zum Nachfolger von Günther Neumeister gewählt, der nach 20 Amtsjahren am 30. September 2011 in den Ruhestand ging.

### Gemeinderat
Nach der Kommunalwahl 2014 hat der Gemeinderat 12 Mitglieder, drei Frauen und neun Männer. Alle Mitglieder gehören freien Wählervereinigungen an.

### Patenschaften
Eine lange Patenschaft besteht zu in Ellwangen stationierten Bundeswehreinheiten. Jährlicher Höhepunkt ist das Gästeschießen bei der Patenkompanie.

### Städtepartnerschaft
1973 initiierte die damals selbstständige Gemeinde und heutige Teilort Utzmemmingen eine Partnerschaft mit der französischen Gemeinde Esvres-sur-Indre in der Touraine (heutiges Département Indre-et-Loire). Dafür wurde Riesbürg als Anerkennung dieses Beitrags zu Europa am 15. Oktober 1993 die Europafahne verliehen.

## Sehenswürdigkeiten

### Museen
In Goldburghausen befindet sich das Goldbergmuseum. Hier informiert eine Ausstellung über die Besiedelung des Goldbergs in der Steinzeit.

### Naturdenkmäler
Ofnethöhlen

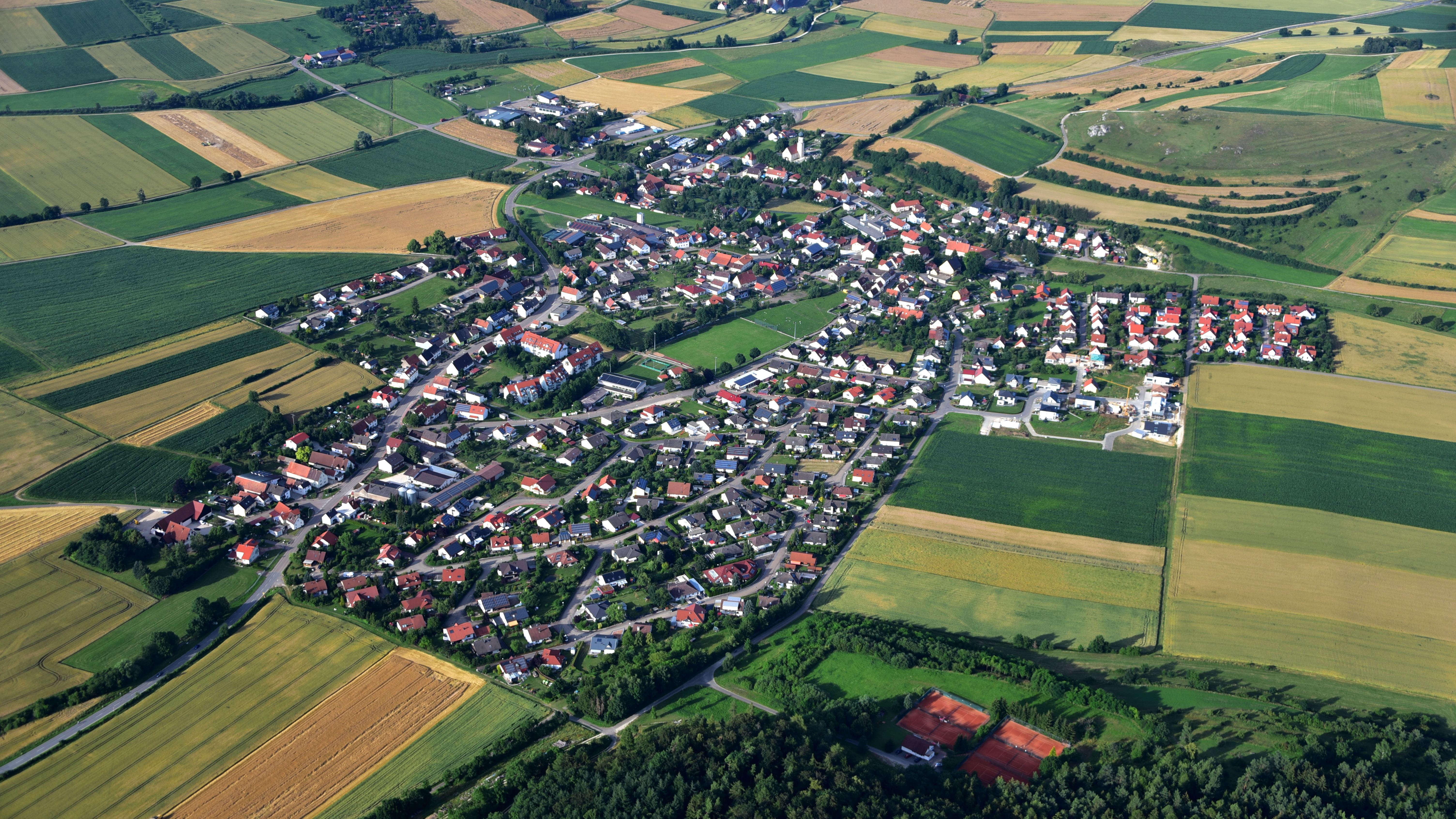
Utzmemmingen, Luftaufnahme (2016)

Blick auf Utzmemmingen; im Vordergrund der Römerhof mit den Ofnethölen

Am Ortsrand von Utzmemmingen, aber bereits auf Nördlinger Flur, befinden sich die große und die kleine Ofnethöhle. In den Höhlen wurden zu Anfang des 20. Jahrhunderts Menschenschädel aus der Steinzeit gefunden. Alle Schädel blickten nach Westen.
Römerhof
Am Fuße der Ofnethöhlen befinden sich die Überreste eines Römischen Gutshofs (villa rustica). Es sind noch die restaurierten Grundrisse der ehemaligen Gebäude zu sehen.
Goldberg
Zwischen Plaumloch und Goldburghausen erhebt sich der Goldberg. Im Naturschutzgebiet rund um den Goldberg und der angrenzenden Heide sind viele seltene Tiere und Pflanzen zu finden.
Ohrengipfel
Der 652 Meter hohe Ohrengipfel liegt am Riesrand zwischen Utzmemmingen und Bopfingen-Härtsfeldhausen.

## Sport
Die Gemeinde verfügt über ein umfangreiches Sport und Freizeitangebot wie beispielsweise Fußball, Tennis und Judo. Diese werden in verschiedenen Vereinen zum Teil auch erfolgreich betrieben.

## Wirtschaft und Infrastruktur
Die Strukturen in der Gemeinde sind eher ländlich geprägt. Neben zahlreichen Handwerksbetrieben befinden sich im Gemeindegebiet auch mehrere Industrieunternehmen. Diese Unternehmen befinden sich hauptsächlich im Hauptort Pflaumloch.

### Verkehr
Durch Riesbürg verläuft die Bundesstraße 29 (Waiblingen–Nördlingen).
Am Haltepunkt Pflaumloch an der Bahnstrecke Stuttgart-Bad Cannstatt–Nördlingen halten Regionalbahnzüge. Dieser ehemalige Bahnhof wurde in den 1980er-Jahren zum Haltepunkt zurückgebaut.
Durch Alltagsrouten aus dem Radnetz Baden-Württemberg ist Utzmemmingen
- in Richtung Nördlingen und
- über Bopfingen, Lauchheim und Westhausen
  - mit Ellwangen und
  - mit Aalen verbunden.

Utzmemmingen liegt am Schwäbische-Alb-Radweg, einem Landes-Radfernweg, der vom Bodensee nach Donauwörth über die gesamte Schwäbische Alb führt.
Westlich von Utzmemmingen befindet sich bei 48°49'45"N   10°25'7"O das Streckenfunkfeuer NDG, welches auf 375 kHz betrieben wird.

### Bildung
In Pflaumloch und Utzmemmingen gibt es jeweils eine Grundschule. Außerdem gibt es geweils einen römisch-katholischen (in Utzmemmingen) und evangelischen (in Pflaumloch) Kindergarten.

## Persönlichkeiten

### Söhne und Töchter der Gemeinde
- Alexander Pflaum (* 4. Juni 1839 in Pflaumloch; † 15. Dezember 1911 in Berlin), Bankier und Mäzen, Ehrenbürger von Pflaumloch
- Rudolf Weser (* 3. März 1869 in Pflaumloch; † 7. August 1942 in Schwäbisch Gmünd), Pfarrer und Heimatforscher
- Arnulf (Josef) Schleicher (* 21. September 1906 in Pflaumloch; † 28. Juni 1952 im Gefängnis Oksadok, Nordkorea), Missionsbenediktiner, Märtyrer von Tokwon[16]